# Saronno Foot-Ball Club 1933-1934
Questa pagina raccoglie le informazioni riguardanti il Saronno Foot-Ball Club nelle competizioni ufficiali della stagione 1933-1934.

## Stagione
Nella stagione 1933-1934 il Saronno ha disputato il girone C del campionato di Prima Divisione. Con 29 punti si è piazzato in settima posizione a pari merito con il Pinerolo.

## Rosa
| N. |                   | Ruolo | Calciatore         |
| -- | ----------------- | ----- | ------------------ |
|    | Italia (bandiera) | P     | Mario Losi         |
|    | Italia (bandiera) | D     | Enrico Renoldi (I) |
|    | Italia (bandiera) | D     | Livio Semelli      |
|    | Italia (bandiera) | C     | Arturo Boniforti   |
|    | Italia (bandiera) | C     | Luigi Cassaghi     |
|    | Italia (bandiera) | C     | Giuseppe Macchi    |
|    | Italia (bandiera) | C     | Mario Medici       |
|    | Italia (bandiera) | A     | Giulio Balestrini  |

| N. |                   | Ruolo | Calciatore            |
| -- | ----------------- | ----- | --------------------- |
|    | Italia (bandiera) | A     | Pierino Cini          |
|    | Italia (bandiera) | A     | Giuseppe Colombo      |
|    | Italia (bandiera) | A     | Dusio                 |
|    | Italia (bandiera) | A     | Galimberti            |
|    | Italia (bandiera) | A     | Antonio Parma         |
|    | Italia (bandiera) | A     | Felice Renoldi (II)   |
|    | Italia (bandiera) | A     | Luciano Renoldi (III) |